# Gostomysł (książę obodrzycki)
Gostomysł (zm. 844; łac. Goztomuizli, Gestimulum) – książę zwierzchni słowiańskiego plemienia Obodrzyców i całego związku obodryckiego.

## Życiorys
Gostomysł stał na czele Obodrzyców, którzy uniezależnili się podczas podziału cesarstwa, którego skutki uregulował Traktat w Verdun. Gostomysł zamierzał utrzymać niezależność w stosunku do państwa króla Franków Wschodnich, króla Ludwika Niemieckiego, w związku z tym Ludwik podjął w 844 roku wielką wyprawę karną podczas której Gostomysł zginął.
Annales Hildesheimenses opisały tę sprawę w sposób następujący:

„Lotharius rex cum orientalibus Francis venit in Sclaviam et eorum regem Gestimulum occidit ceterosque sibi subegit” [Król Lothar wraz ze wschodnimi Frankami wkroczył do Sklawii i jej króla Gostomysła zabił, a pozostałych sobie podporządkował]

Pod rokiem 844 Annales Fuldenses odnotowały:

„Hludowicus Obodritos defectionem molientes bello perdomuit occiso rege eorum Goztomuizli terramque illorum et populum sibi divinitus subiugatum per duces ordinavit” [Ludwik Obodrytów, zamierzających do odstąpienia od zależności od niego wojną poskromił, gdy zginął ich król Gostomysł, ziemię ich i lud, które Bóg ujarzmił i poddał jego władzy, oddał pod władzę duces]

Po jego śmierci państwo obodryckie zostało podzielone na cztery księstwa plemienne: Wagrów, Połabian, Obodrzyców i Warnów.